# Alexandre Clarys
Alexandre Clarys, né à Bruxelles le 23 juillet 1857 et mort à Ixelles le 11 février 1920 , est un peintre animalier belge dont la spécificité est la représentation de scènes réalistes agrémentées principalement de chiens et de chevaux. Il est également un illustrateur et affichiste.

## Biographie

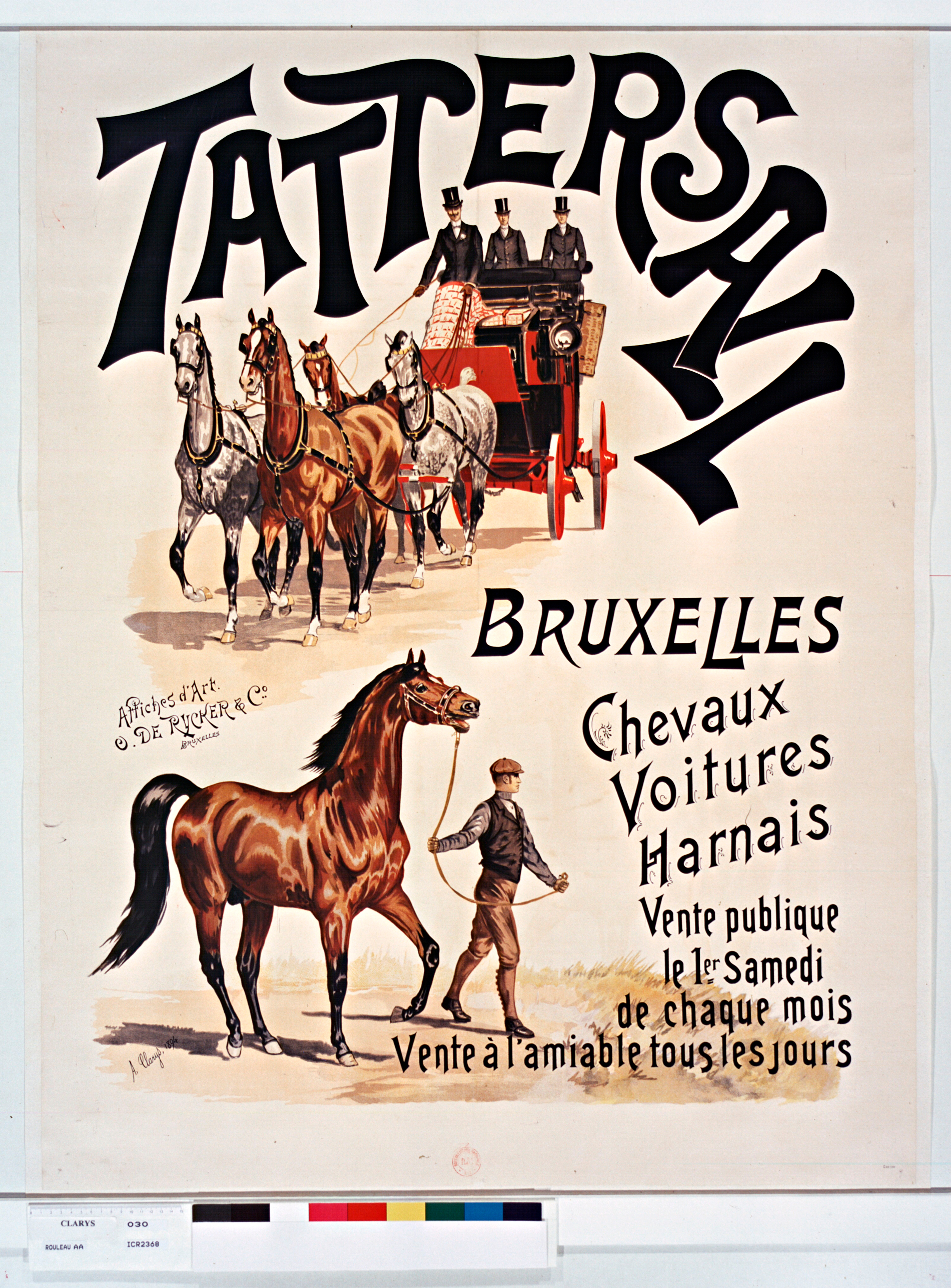
Affiche réalisée par Alexandre Clarys en 1894.

Alexandre (Alexandre Guillaume) Clarys naît le 23 juillet 1857, rue des Aveugles no 9 à Bruxelles, où résident ses parents : Guillaume Frédéric Clarys, cuisinier, et Antoinette Agneessens. 
Étudiant à l'Académie royale des beaux-arts de Bruxelles (de 1868 à 1879), il parfait sa formation artistique auprès d'Ernest Blanc-Garin. Il prend part à de nombreux salons triennaux belges et débute au Salon de Bruxelles de 1881, où il expose Portrait de chien et Un coin du marché aux chevaux, tableaux décrits comme prometteurs pour l'avenir par le Journal de Bruxelles,. En 1889, en collaboration avec Léon Herbo, il réalise : Rencontre entre l’escadron Marie-Henriette, la reine Marie-Henriette et la princesse Clémentine, conservé au Musée royal de l'Armée et d'Histoire militaire.
Il expose également lors de manifestations plus confidentielles, comme en 1906 au cercle artistique Le Lierre, où il envoie une toile représentant des chevaux. Affichiste et illustrateur il collabore à plusieurs magazines sportifs et équestres, comme L'Illustration sportive ou Le Sport universel illustré.
Le 11 février 1920, Alexandre Clarys, âgé de 62 ans, meurt après une attaque d'apoplexie à Ixelles.